# Meek Mill
Meek Mill, pseudonimo di Robert Rihmeek Williams (Filadelfia, 6 maggio 1987), è un rapper, cantautore e attivista statunitense.
Nel 2008 il rapper T.I. ha offerto a Meek Mill il suo primo contratto discografico. Nel febbraio 2011, dopo aver lasciato la Grand Hustle Records, Mill ha firmato con il Maybach Music Group del rapper di Miami, Rick Ross. L'album di debutto di Mill, Dreams and Nightmares, è stato pubblicato nel 2012 dalla MMG e dalla Warner Bros. Records. L'album, preceduto dal singolo principale "Amen" con Drake, ha debuttato al numero due della Billboard 200 degli Stati Uniti.
Nel novembre 2017, è stato condannato a quattro anni di carcere per aver violato la libertà condizionale e ha prestato servizio per cinque mesi presso lo Stato Correzionale Institution-Chester nella cittadina di Chester, in Pennsylvania, prima di essere pubblicato mentre il processo continuava.

## Biografia
Robert Rihmeek Williams è nato il 6 maggio 1987, a South Philadelphia, figlio di Kathy Williams. Ha una sorella maggiore, Nasheema Williams. Kathy è cresciuta in povertà e sua madre è morta quando era giovane. Il padre di Meek fu ucciso quando Meek aveva cinque anni, apparentemente durante un tentativo di rapina a mano armata. Suo zio, Robert, ha descritto il padre di Meek Mill come una " pecora nera della famiglia". Dopo la morte del marito, Kathy si trasferì con Meek e sua sorella a North Philadelphia, dove vivevano in un appartamento. La loro condizione finanziaria era scarsa e lei iniziò a tagliare i capelli, a fare altri lavori e a taccheggiare per sostenere la sua famiglia. Da bambino, conobbe un altro dei fratelli di suo padre, che sotto il nome di MC Grandmaster Nell era un pioniere del DJ nella scena hip-hop di Philadelphia degli anni '80 e influenzò artisti come Will Smith e DJ Jazzy Jeff . L'interesse di Meek per l'hip-hop è cresciuto come conseguenza di queste prime influenze.
Durante i suoi primi anni da adolescente, Meek spesso partecipava a battaglie rap sotto lo pseudonimo di Meek Millz. Spesso rimaneva sveglio fino a mezzanotte, riempiendo quaderni con frasi e versi. Più tardi lui e tre amici formarono il gruppo rap, The Bloodhoundz. Hanno comprato CD vuoti e custodie (per CD) a Kinkos, incoraggiando gli amici a masterizzarli con le canzoni del gruppo e distribuirli. Quando aveva 18 anni, mentre camminava in un negozio armato, Meek fu arrestato per possesso illegale di un'arma da fuoco e fu picchiato dalla polizia. È stato accusato di aver aggredito la polizia dopo che due poliziotti di colore hanno rilasciato una dichiarazione contro di lui nel caso, dicendo che li ha inseguiti con una pistola e ha cercato di ucciderli. Fu quindi messo in libertà vigilata.
Dopo aver firmato un contratto con la label Grand Hustle Records, avente base ad Atlanta e gestita dal rapper T.I., nel 2011 ha deciso di lasciare la Grand Hustle e passare alla Maybach Music Group, che invece fa riferimento a Rick Ross e ha sede a Miami. Nell'ottobre 2012 ha pubblicato il suo album di debutto Dreams and Nightmares. Il disco è stato preceduto dal singolo Young & Gettin' It, anche se precedentemente aveva diffuso i brani Amen e Burn. In questo disco collaborano tra gli altri Drake, Nas, Wale, Rick Ross, John Legend, Trey Songz e Mary J. Blige. L'album ha raggiunto la posizione #2 della classifica Billboard 200.
Ha contribuito alle compilation della serie Self Made (MMG). Nell'ottobre 2012 ha fondato una propria etichetta chiamata Dream Chasers Records. Tra il 2012 ed il 2014 ha collaborato per featuring con Wale, Sterling Simms, Rick Ross, DJ Drama, Torch, Mariah Carey, Kid Ink, DJ Khaled, Jazmine Sullivan e altri. Il 29 giugno 2015 pubblica il suo secondo album Dreams Worth More Than Money. Questo disco, distribuito da Atlantic Records, vede la collaborazione di Nicki Minaj, Chris Brown, Swizz Beatz, Rick Ross, The Weeknd, Diddy e altri.
Il 21 luglio 2017 pubblica il suo terzo album Wins & Losses, che vede collaborazioni con Quavo, Rick Ross, Future, Lil Uzi Vert, Young Thug e altri. Nell'autunno dello stesso anno viene incarcerato per aver violato i termini della libertà condizionata, uscendo tuttavia di prigione nell'aprile del 2018. Pochi mesi dopo pubblica l'EP Legends of the Summer e il suo quarto album ufficiale, Championships. L'album ha ricevuto recensioni positive dalla critica e ha debuttato in cima alla Billboard 200.

## Dream Chasers Records

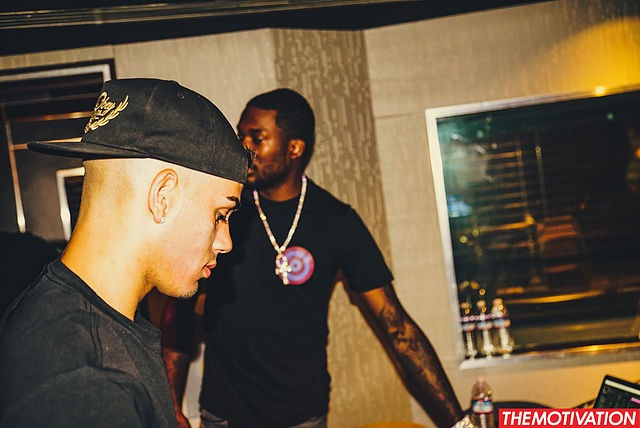
Meek Mill in studio di registrazione

Il 26 ottobre 2012, Meek Mill ha annunciato il lancio della sua etichetta discografica, la Dream Chasers Records, con gli artisti Louie V. Gutta, Lee Mazin e Goldie. Il 24 luglio 2019, Meek Mill ha annunciato il lancio ufficiale della Dream Chasers Records come joint venture con Roc Nation. Mill ha parlato sull'accordo dicendo "Creare un'etichetta discografica è sempre stato il passo successivo nel mio viaggio come uomo d'affari e apprezzo il supporto di Roc Nation e Jay-Z in questa nuova avventura. Voglio fare delle mie esperienze nel settore della musica, usali per trovare giovani talenti affamati e aprire le porte alla prossima generazione di artisti". L'etichetta gestirà anche le proprie operazioni, strategia creativa, marketing e affari. Jay-Z ha parlato della joint venture dicendo "Tutto ciò che ha fatto fino a questo punto dimostra che è pronto a guidare la prossima generazione. Guardiamo al quadro generale, questo è molto al di là della firma di artisti e di dischi". In qualità di presidente dell'etichetta, Mill supervisionerà una squadra in un ufficio aziendale di New York e aiuterà anche a gestire uno studio di registrazione per gli artisti dell'etichetta.

## Attivismo
Nel 2018, in seguito al suo rilascio dalla custodia statale, Mill ha co-fondato la REFORM Alliance Foundation con il collega artista di registrazione Jay-Z. La missione dell'organizzazione senza scopo di lucro è quella di riformare il sistema di giustizia penale facendo pressioni per un cambiamento nelle sue leggi e politiche, a partire dalla libertà vigilata. Robert Kraft, CEO di Kraft Group e proprietario dei Patriots, Michael G. Rubin , 76 anni, co-proprietario dei Brooklyn Nets, Clara Wu Tsai, Robert F. Smith, fondatore di Vista Equity Partners, e altri leader in affari, diritto e politica hanno contribuito con oltre 50 milioni di dollari all'organizzazione. Van Jones, attivista della CNN servirà come CEO.

## Vita privata
In seguito alla sua scarcerazione dalla sua pena detentiva da sei mesi per violazione della libertà vigilata il 2 dicembre 2014, Mill ha iniziato a frequentare la rapper e cantante Nicki Minaj all'inizio del 2015; l'ha accompagnata come atto di apertura nel suo tour mondiale del 2015. Il 2 gennaio 2017, è stato riferito che Meek Mill e Nicki Minaj avevano terminato la loro relazione di due anni. La loro rottura è ulteriormente dettagliata nel singolo del 2017 di Minaj, "Regret in Your Tears".

## Questioni legali

### Procedimento penale
Nel 2008, Mill è stato condannato per spaccio di droga e possesso di armi e condannato a 23 mesi di carcere, seguito da 8 anni di libertà vigilata, dal giudice Genece Brinkley. Dopo la condanna di Mill del 2008, Brinkley ha continuato a gestire gli ulteriori casi legali di Mill e ha supervisionato la sua libertà vigilata. Mill è stato rilasciato all'inizio del 2009 in base a un accordo di cinque anni sulla libertà condizionale. Nel dicembre 2012, Mill è stato arrestato per aver violato la sua libertà vigilata e il giudice ha revocato il permesso di viaggio di Mill.
Nel maggio 2013, Mill è stato nuovamente scoperto di aver violato la sua libertà vigilata. La violazione è stata un fallimento nel riportare i piani di viaggio come richiesto e le pubblicazioni sui social media che hanno provocato minacce di morte all'agente di libertà vigilata assegnato il suo caso. Richiedendo le lezioni e sottolineando l'obbligo di riferire il viaggio. Nel giugno 2013, il tribunale ha osservato che Mill non riusciva continuamente a comunicare i suoi piani di viaggio. Brinkley stabilì una scadenza per le lezioni di agosto, rilevando che Mill ha "molti problemi" e che le classi gli avrebbero fornito una "prospettiva generale" sulle sue azioni personali e professionali. L'11 luglio 2014, la libertà vigilata di Mill fu revocata e fu condannato a sei mesi di prigione. È stato rilasciato il 2 dicembre 2014.
È stato nuovamente riconosciuto colpevole di violazione della libertà condizionale il 17 dicembre 2015. Il giudice, sentendo il suo caso rifiutarsi di dargli un'altra possibilità e gli ha ordinato di non lavorare o esibirsi prima della sua condanna il 5 febbraio 2016. È stato condannato a 90 giorni di arresti domiciliari il 5 febbraio. La condanna è entrata in vigore il 1º marzo. A Mill non è stato permesso di lavorare e gli è stato richiesto di svolgere un servizio comunitario giornaliero con gruppi al servizio degli adulti. Fu anche condannato a sei anni di libertà vigilata.  Il 2 giugno 2016, Mill è stato condannato a 8 giorni aggiuntivi di arresti domiciliari. I suoi arresti domiciliari si sono conclusi a metà giugno 2016.
L'11 marzo 2017, Mill è stato arrestato in un aeroporto di St. Louis, nel Missouri, per aver aggredito due pedoni. Poco dopo il suo arresto e l'apparizione in tribunale, gli fu data una richiesta di giudizio. Il 6 novembre 2017, è stato condannato a quattro anni in prigione statale per aver violato la sua libertà condizionale.
I rapporti hanno sostenuto che c'era un'indagine dell'FBI sulla condotta di Brinkley, il giudice presiedeva il suo caso. Ciò è stato successivamente riconosciuto pubblicamente dalla squadra di difesa di Mill. L'avvocato di Mill, Joe Tacopina, ha fatto diverse accuse di dichiarazioni e azioni inadeguate da parte di Brinkley.
Nel febbraio 2018, l'ufficiale del caso originale del Mill del 2007 è stato sottoposto a controllo per la potenziale cattiva gestione del suo arresto. Ciò è avvenuto sulla testimonianza di un informatore responsabile della rivelazione di centinaia di altri ufficiali corrotti. È stato presentato un appello per invertire la convinzione di Mill.
Il 24 aprile 2018, Mill è stato rilasciato in attesa dell'esito dell'appello alla corte suprema della Pennsylvania. Il procuratore distrettuale di Filadelfia ha presentato una petizione a Brinkley per il suo rilascio, citando problemi di credibilità con l'ufficiale di arresto nella sua condanna iniziale del 2008. Brinkley ha rifiutato e invece ha programmato il caso per un'audizione. Ore dopo il suo rilascio dalla prigione, Michael G. Rubin, proprietario di una minoranza dei 76er e sostenitore di lunga data di Mill, fece volare Mill in elicottero per una partita dei 76ers. Raccogliendo sostegno da altre figure pubbliche come Jay-Z e il collega Kevin Hart, Mill ha affermato che vorrebbe usare la sua situazione per "far luce" sul sistema giudiziario penale.
Con i continui arresti e libertà vigilata di Mill da parte di Brinkley, si stima che la sua agenzia di prenotazione e la sua gestione abbiano perso milioni di dollari in profitti.
Il 24 luglio 2019, la Corte Superiore della Pennsylvania ha concesso l'appello di Mill, ribaltando la sua condanna del 2008 e ordinando che un nuovo processo fosse supervisionato da un altro giudice diverso dal giudice Brinkley. In una dichiarazione, il procuratore distrettuale di Filadelfia ha dichiarato di essere lieto che la corte d'appello "abbia convalidato la nostra posizione secondo cui Robert Rihmeek Williams merita un nuovo processo dinanzi a un tribunale che non sembra avere parzialità". Tuttavia, il DA ha rifiutato di commentare i suoi piani per un nuovo processo, affermando che l'ufficio stava valutando le sue opzioni prima di procedere.

### Causa civile
Il 29 novembre 2017, Meek Mill e Roc Nation sono stati citati in giudizio dalla famiglia di Jaquan Graves, che è stato ucciso nel parcheggio fuori da un concerto nel Connecticut nel dicembre 2016. Graves aveva appena lasciato la struttura quando sono iniziati gli spari e è stato ucciso. La causa afferma inoltre che Mill e Roc Nation hanno permesso ai "criminali" di rimanere sul posto dopo aver mostrato comportamenti disordinati, dirompenti, polemici, arrabbiati e agitati nei confronti dei clienti.

### Accuse contro il Cosmopolitan Resort
Nel maggio 2019 Meek Mill è stato allontanato dal Cosmopolitan Resort di Las Vegas quando ha tentato di assistere a uno spettacolo. Il suo avvocato, Joe Tacopina, ha affermato che Mill è stato allontanato a causa del suo colore della pelle. Il 25 maggio 2019, Mill ha dichiarato che intendeva perseguire un'azione legale contro l'hotel per discriminazione razziale. In pochi giorni, il Cosmopolitan emise le scuse richieste. Tacopina annunciò quindi che il suo cliente l'aveva accettato e che non sarebbe stata avviata alcuna causa legale.

## Discografia
- 2012 – Dreams and Nightmares
- 2015 – Dreams Worth More Than Money
- 2017 – Wins & Losses
- 2018 – Championships
- 2021 -  Expensive Pain

## Filmografia
- Charm City Kings, regia di Ángel Manuel Soto (2020)